# Emiel Van Broekhoven
Emiel Jozef Jan Van Broekhoven (Antwerpen, 30 april 1941 - aldaar, 14 december 2021) was een Belgisch econoom en hoogleraar aan de Universiteit Antwerpen.

## Biografie
Emiel Van Broekhoven liep school aan het Onze-Lieve-Vrouwecollege in Antwerpen. Hij behaalde het diploma van licentiaat in de handels- en financiële wetenschappen aan de Sint-Ignatius Handelshogeschool in Antwerpen en werd doctor in de economie aan de Universiteit van Oxford in het Verenigd Koninkrijk. Hij doceerde aan de Universiteit van Oxford, de Universiteit van Chicago en de Northwestern-universiteit in de Verenigde Staten, de Universiteit van Amsterdam in Nederland, de Katholieke Universiteit Leuven en de Université catholique de Louvain. Van 1973 tot 2006 was hij professor economie en personal finance aan de Universiteit Antwerpen.
Hij was in de jaren 1970 en 1980 kabinetsmedewerker van CVP-ministers Leo Tindemans en Jos Chabert en PVV-minister Guy Verhofstadt. Hij werkte onder meer de Wet op het Pensioensparen (1986) uit.
Van Broekhoven was zeven jaar voorzitter van de Vlaamse Federatie van Beleggers (VFB). In België was hij pionier van de financiële planning. Begin jaren 1990 richtte hij het Instituut voor Persoonlijke Financiële Planning op, dat in 2004 Stremersch, Van Broekhoven & Partners werd.
Tijdens de financiële crisis was hij van januari tot mei 2009 voorzitter van Fortis Bank. Hij was van oktober 2009 tot 2016 namens de Belgische regering ook bestuurder van de Franse bank BNP Paribas.
Verder was Van Broekhoven:
- voorzitter van de Belgische Vereniging voor Pensioenfondsen
- voorzitter van de raad van toezicht van de Controledienst voor de Verzekeringen
- bestuurder van de Gewestelijke Investeringsmaatschappij voor Vlaanderen
- bestuurder van de De Vlijt, uitgeverij van Gazet van Antwerpen
- bestuurder van de Commissie Corporate Governance
- adviseur van het investeringscomité van de Bank Brussel Lambert